# Gibraltar Open
Il Gibraltar Open è un torneo professionistico di snooker, valido per il Ranking, che si è disputato nel 2015, dal 2017 al 2020 e nel 2022 a Gibilterra e nel 2021 a Milton Keynes, in Inghilterra.

## Regolamento
Il torneo è aperto sia ai professionisti che ai dilettanti, anche se questi ultimi devono superare quattro turni preliminari che giocano tra di loro, mentre i professionisti li attendono al quinto turno. Ogni partita è al meglio dei 7 frames.

## Storia
Nella stagione 2015-2016 il Gibraltar Open viene disputato come quinta tappa dello European Tour e di conseguenza è un Minor-Ranking. Vince Marco Fu contro Michael White per 4-1 realizzando anche un 147 nel match contro Sam Baird nel secondo turno.
Dopo una sosta nel 2016, il torneo torna l'anno dopo come titolo Ranking e a trionfare è Shaun Murphy che batte Judd Trump 4-2.
Il gallese Ryan Day vince la finale del 2018 e perde quella del 2019. Nell'edizione 2020 Trump batte in finale Kyren Wilson 4-3 e si aggiudica il suo sesto titolo Ranking in stagione, imponendo così un nuovo record.

## Albo d'oro
| Edizione | Vincitore      | Finalista     | Risultato | Stagione  | Città         | Impianto                    | Tipologia     | Note   |
| -------- | -------------- | ------------- | --------- | --------- | ------------- | --------------------------- | ------------- | ------ |
| 2015     | Marco Fu       | Michael White | 4 - 1     | 2015-2016 | Gibilterra    | Victoria Stadium            | Minor-Ranking | [ 8 ]  |
| 2017     | Shaun Murphy   | Judd Trump    | 4 - 2     | 2016-2017 | Gibilterra    | Victoria Stadium            | Ranking       | [ 4 ]  |
| 2018     | Ryan Day       | Cao Yupeng    | 4 - 0     | 2017-2018 | Gibilterra    | Victoria Stadium            | Ranking       | [ 5 ]  |
| 2019     | Stuart Bingham | Ryan Day      | 4 - 1     | 2018-2019 | Gibilterra    | Victoria Stadium            | Ranking       | [ 6 ]  |
| 2020     | Judd Trump     | Kyren Wilson  | 4 - 3     | 2019-2020 | Gibilterra    | Europa Point Sports Complex | Ranking       | [ 7 ]  |
| 2021     | Judd Trump     | Jack Lisowski | 4 - 0     | 2020-2021 | Milton Keynes | Marshall Arena              | Ranking       | [ 9 ]  |
| 2022     | Robert Milkins | Kyren Wilson  | 4 - 2     | 2021-2022 | Gibilterra    | Europa Point Sports Complex | Ranking       | [ 10 ] |

## Statistiche

### Finalisti
| N° | Giocatore      | Vittorie | Finali perse | Totale |
| -- | -------------- | -------- | ------------ | ------ |
| 1  | Judd Trump     | 2        | 1            | 3      |
| 2  | Ryan Day       | 1        | 1            | 2      |
| 3  | Kyren Wilson   | 0        | 2            | 2      |
| 4  | Marco Fu       | 1        | 0            | 1      |
| 5  | Shaun Murphy   | 1        | 0            | 1      |
| 6  | Stuart Bingham | 1        | 0            | 1      |
| 7  | Robert Milkins | 1        | 0            | 1      |
| 8  | Michael White  | 0        | 1            | 1      |
| 9  | Cao Yupeng     | 0        | 1            | 1      |
| 10 | Jack Lisowski  | 0        | 1            | 1      |

### Finalisti per nazione
| N° | Nazione     | Vittorie | Finali perse | Totale |
| -- | ----------- | -------- | ------------ | ------ |
| 1  | Inghilterra | 5        | 4            | 9      |
| 2  | Galles      | 1        | 2            | 3      |
| 3  | Hong Kong   | 1        | 0            | 1      |
| 4  | Cina        | 0        | 1            | 1      |

- Vincitore più giovane: Judd Trump (31 anni, 2020)
- Vincitore più anziano: Robert Milkins (46 anni, 2022)

### Century break
| Edizione | Century break | Miglior break                                       | Century break (qualificazioni) | Miglior break (qualificazioni) |
| -------- | ------------- | --------------------------------------------------- | ------------------------------ | ------------------------------ |
| 2015     | 42            | Marco Fu (147)                                      | 2                              | Adam Duffy (107)               |
| 2017     | 55            | Jack Lisowski (145)                                 | 0                              |                                |
| 2018     | 35            | Stuart Bingham Anthony McGill Scott Donaldson (140) | 5                              | James Cahill (125)             |
| 2019     | 46            | Chen Feilong Stuart Bingham (142)                   | 0                              |                                |
| 2020     | 66            | Judd Trump (144)                                    | 0                              |                                |
| 2021     | 80            | Jamie Jones (145)                                   |                                |                                |
| 2022     | 70            | Stuart Bingham (147)                                |                                |                                |

### Maximum break
| N° | Giocatore      | Avversario    | Turno                         | Data             | Edizione | Note   |
| -- | -------------- | ------------- | ----------------------------- | ---------------- | -------- | ------ |
| 1  | Marco Fu       | Sam Baird     | Trentaduesimi di finale       | 11 dicembre 2015 | 2015     | [ 3 ]  |
| 2  | Stuart Bingham | Gerard Greene | Sessantaquattresimi di finale | 25 marzo 2022    | 2022     | [ 12 ] |

### Montepremi
| Edizione | Montepremi |
| -------- | ---------- |
| 2015     | €125000    |
| 2017     | €125000    |
| 2018     | £153000    |
| 2019     | £177000    |
| 2020     | £251000    |
| 2021     | £251000    |
| 2022     | £251000    |

### Sponsor
| Edizione | Sponsor        |
| -------- | -------------- |
| 2015     | Kreativ Dental |
| 2017     | jojobet.com    |
| 2018     | ManBetX        |
| 2019     | Betway         |
| 2020     | BetVictor      |
| 2021     | BetVictor      |
| 2022     | BetVictor      |